# Patrick (Carolina do Sul)
Patrick é uma cidade  localizada no estado norte-americano de Carolina do Sul, no Condado de Chesterfield.

## Demografia
Segundo o censo norte-americano de 2000, a sua população era de 354 habitantes.
Em 2006, foi estimada uma população de 350, um decréscimo de 4 (-1.1%).

## Geografia
De acordo com o United States Census Bureau tem uma área de
2,5 km², dos quais 2,5 km² cobertos por terra e 0,0 km² cobertos por água. Patrick localiza-se a aproximadamente 67 m acima do nível do mar.

## Localidades na vizinhança
O diagrama seguinte representa as localidades num raio de 24 km ao redor de Patrick.